# クレア・ボウエン
クレア・ボウエン（Clare Maree Bowen, 1984年5月12日 - ）は、オーストラリアの女優、歌手。ABCのミュージカルドラマ『ナッシュビル』に出演。

## 経歴
オーストラリアのニューサウスウェールズ州のウーロンゴン大学に進学し、2009年、クリエイティヴ・アートの学士を取得。2009年のオーストラリアの映画『The Combination 』に主演。その他『The Cut 』、『Gangs of Oz 』、『Chandon Pictures 』、『Home and Away 』などにゲスト出演。
2010年、『春のめざめ』主役ベンドラ役にキャスティングされた。
2012年、アカデミー賞受賞者のカーリー・クーリ作『ナッシュビル』にレギュラー出演。2012年5月11日、ABCのピックアップ作品に選出。

## 主な出演作品
| - The Cut (2009年) - Gangs of Oz(2009年) - The Combination (2009年) - Chandon Pictures (2009年) - All Saints (2009年) - Home and Away(2010年) - The Invitation (2010年) - The Clinic (2010年) - The Talk(2010年) - The Clearing (2010年) - 10 Days to Die (2010年) - Cupid (2011年) - A Burning Thing (2011年) - Dead Man's Burden (2012年) - Not Suitable for Children (2012年) - ナッシュビル (2012年) - Suspended (2013年) | - キャンディード (2003年) - Our Town (2004年) - The Good Doctor (2005年) - Metamorphoses (2006年) - ペール・ギュント (2006年) - 4 Plays About Wollongong (2009年) - 春のめざめ (2010年) |